# رنه فرهین
رنه فرهین (هلندی: René Verheyen؛ زادهٔ ۲۰ مارس ۱۹۵۲) بازیکن سابق و مربی فوتبال اهل بلژیک است.
از باشگاه‌هایی که در آن بازی کرده‌است می‌توان به باشگاه فوتبال لوکرن اوست والاندرن، باشگاه فوتبال کلوب بروژ، و باشگاه فوتبال خنت اشاره کرد.
وی همچنین در تیم ملی فوتبال بلژیک بازی کرده‌است.